# Marie Wouters
Marie Thérèse Wouters (ou Marie Wouters) est une traductrice belge du XVIIIe siècle. Elle est la sœur et la collaboratrice de Cornélie Wouters de Vassé.

## Biographie
On ignore encore la date de sa mort.
Selon Klaus, Marie Thérèse Wouters fut « baptisée à Bruxelles dans la paroisse de Saint-Géry le 20 octobre 1739. Elle est la deuxième d'une famille d'au moins sept enfants. ».
Nous lui devons la traduction en français de nombreuses œuvres de la littérature anglaise.
Son travail a été reconnu et apprécié dans le Mercure de France et par plusieurs auteurs de l'époque.

## Quelques œuvres
- Traduction du théâtre anglois depuis l'origine des spectacles jusqu'à nos jours, divisée en trois époques, Paris, Veuve Ballard et fils, 12 vol., avec Cornélie Wouters, Baronne de Vassé), Chez Briand, libraire, quai des Augustins, no 50.
- Nelson, ou l'Avare puni, 3 vol., Paris, Lepetit, 1798.